# لئون بالوگان
لئون-آدرمی بالوگان (انگلیسی: Leon-Aderemi Balogun؛ زاده ۲۸ ژوئن ۱۹۸۸) بازیکن فوتبال اهل نیجریه است.